# Laguna Grande (Perú)
La Laguna Grande es una albufera o laguna costera de agua salobre, ubicada al sur del Perú, en la costa de la provincia de Pisco, en el departamento de Ica, dentro de los límites de la Reserva nacional de Paracas, una reserva natural que protege y conserva muestras representativas de la diversidad biológica de los ecosistemas marino-costeros del Perú. La laguna tiene una superficie aproximada de 310 hectáreas, con una longitud máxima de 3,3 kilómetros en dirección noroeste y sureste, y su anchura oscila entre 1 y 1,4 km.
El sector de la laguna que da hacia mar abierto está constituido por un cordón litoral oblicuo, cuya longitud alcanza 1,6 kilómetros y está formado por gravas o cantos rodados, que se inicia en forma recta y luego se desvía hacia el noreste, existiendo un estrecho canal de ingreso o abertura, en el lado sureste de 200 metros de longitud, que la comunica durante la pleamar, con las aguas de la bahía de la Independencia, en el océano Pacífico.
Hacia el lado oeste, el borde de la laguna es abrupto con acantilados subverticales compuestos por areniscas y limolitas, mientras que hacia el lado este es más suave con formación de playas de arenas, en parte con acumulaciones de arenas eólicas y vegetación hidromórfica sobre las dunas que rodean la laguna.
En esta laguna se desarrollan dos poblaciones dedicadas por completo a la pesca, la más antigua, fundada alrededor de 1930, se encuentra situada en el lado sureste y es conocida como Ranchería. En este lugar existen restaurantes, una posta médica, un embarcadero artesanal así como una oficina de la reserva. En el lado noroeste se ubica el otro asentamiento, fundado en 1984 con el nombre de Sector Muelle, surgió como consecuencia del denominado boom de la concha de abanico, resultado de un fuerte fenómeno El Niño que afectó las costas de Paracas entre 1982-1983.